# 贝里·安格里亚万
贝里·安格里亚万（1991年10月3日—），印尼男子羽毛球運動員。

## 簡歷
2009年10月，贝里·安格里亚万代表印尼参加馬來西亞亞羅士打舉行的世界青年羽毛球錦標賽，與穆罕默德·乌林努哈的男双决赛以1比2（21-19、12-21、21-23）不敌马来西亚的徐家铭/区耀汉，赢得亞軍。
2010年11月，贝里·安格里亚万与穆罕默德·乌林努哈出战馬來西亞羽毛球國際挑戰賽，在男双準决赛以1比2（18-21、21-15、22-24）不敌赛会4号种子、同胞的安德烈·阿迪斯提亚/Rahmat Adianto。
2012年8月，贝里·安格里亚万与Rahmat Adianto出战新加坡羽毛球國際系列賽，在男双準决赛以1比2（8-21、21-17、17-21）不敌中華台北的廖俊傑/林彥睿。
2013年9月，贝里·安格里亚万与约翰奈斯·伦迪·苏吉亚托出战印尼羽毛球黃金大獎賽，在男双準决赛选择退赛。同年10月，他与里奇·卡兰达·苏华迪出战倫敦羽毛球黃金大獎賽，在男双决赛以0比2（13-21、16-21）不敌赛会头号种子、丹麦强档的玛蒂亚斯·鲍伊/卡斯腾·摩根森，赢得亚军。同年10月，他与里奇·卡兰达·苏华迪出战荷蘭羽毛球大獎賽，在男双决赛以1比2（21-14、18-21、17-21）不敌赛会4号种子、队友的瓦赫尤·那亚卡·阿亚·邦卡亚尼拉/阿迪·尤苏夫，赢得亚军。
2015年9月，贝里·安格里亚万与利安·阿刚·萨普特拉出战印尼羽毛球國際挑戰賽，在男双决赛以2比1（12-21、21-19、21-15）力克韩国的全棒澯/金大恩，夺得其首个国际赛的冠军。同年11月，他与利安·阿刚·萨普特拉出战澳門羽毛球黃金大獎賽，在男双决赛以0比2（20-22、14-21）不敌赛会2号种子、韩国的高成炫/申白喆。同年12月，他与利安·阿刚·萨普特拉出战印尼羽毛球大師賽，在男双决赛直落二局轻取中国组合，赢得国际黃金大獎賽的冠军。
2016年6月，贝里·安格里亚万与利安·阿刚·萨普特拉出战澳洲羽毛球超級賽，从首圈一路淘汰了三支马来西亚组合的M S I Zainal Abidin/M·A·再努丁、吳蔚昇/陳蔚強、古健傑/陳文宏；直到四强面对赛会6号种子、队友的安加·普拉塔玛/里奇·卡兰达·苏华迪以0比2（16-21、14-21）落败，首次打进超级赛的四强最好成绩。同年10月，他与利安·阿刚·萨普特拉出战泰國羽毛球黃金大獎賽，在男双决赛以1比2（17-21、21-14、21-18）力克日本的井上拓斗/金子祐樹，赢得冠军。
2017年1月，贝里·安格里亚万与新搭档的哈迪安托出战馬來西亞羽毛球大師賽，在男双决赛以2比0（21-19、21-12）击败了东道主的吳世飛/努·伊祖丁·穆罕默德·侞薩尼，赢得开门红。同期1月，他与哈迪安托出战印度羽毛球黃金大獎賽，在男双準决赛以0比2（16-21、17-21）不敌赛会8号种子、中華台北的盧敬堯/楊博涵。同年2月，他与哈迪安托出战泰國羽毛球黃金大獎賽，在男双準决赛以0比2（16-21、17-21）再次不敌中華台北的盧敬堯/楊博涵。同年4月，他与哈迪安托出战中國羽毛球大師賽，在男双準决赛以0比2（9-21、13-21）不敌赛会5号种子、日本的井上拓斗/金子祐樹。同年5月，他与哈迪安托出战泰國羽毛球黃金大獎賽，在男双决赛以2比0（21-16、21-16）击败了德国的拉斐尔·贝克/彼得·卡斯巴尔，赢得冠军。同年8月，他代表印尼参加馬來西亞吉隆坡举办的東南亞運動會羽毛球比賽，助球队赢得了东运会男子团体金牌。同年10月，他与哈迪安托出战荷蘭羽毛球大獎賽，在男双準决赛以0比2（18-21、15-21）不敌赛会2号种子、日本的井上拓斗/金子祐樹。
2018年1月，贝里·安格里亚万与哈迪安托出战泰國羽毛球大師賽，在男双準决赛以0比2（17-21、17-21）不敌赛会7号种子、队友的瓦赫尤·那亚卡·阿亚·邦卡亚尼拉/阿迪·尤苏夫·桑托索。同年5月，他与哈迪安托出战紐西蘭羽毛球公開賽，在男双决赛以0比2（17-21、17-21）不敌赛会头号种子、中華台北的陳宏麟/王齊麟，赢得亚军。同年5月，他与哈迪安托出战澳洲羽毛球公開賽，在男双决赛以1比2（21-9、9-21、21-15）力克赛会2号种子、队友的W·N·A·邦卡亚尼拉/阿迪·尤苏夫·桑托索，赢得冠军。

## 主要比賽成績
只列出曾進入準決賽的國際賽事成績：
| 年份   | 賽事                     | 公開賽級別 | 項目     | 拍檔                   | 成績   |
| ------ | ------------------------ | ---------- | -------- | ---------------------- | ------ |
| 2009年 | 奧克蘭羽毛球國際賽       | 國際系列賽 | 男子雙打 | 穆罕默德·乌林努哈      | 冠軍   |
| 2009年 | 老撾羽毛球國際挑戰賽     | 國際挑戰賽 | 男子雙打 | 穆罕默德·乌林努哈      | 冠軍   |
| 2009年 | 世界青年羽毛球錦標賽     | 其他       | 男子雙打 | 穆罕默德·乌林努哈      | 亞軍   |
| 2010年 | 馬來西亞羽毛球國際挑戰賽 | 國際挑戰賽 | 男子雙打 | 穆罕默德·乌林努哈      | 準決賽 |
| 2012年 | 新加坡羽毛球國際系列賽   | 國際系列賽 | 男子雙打 | Rahmat Adianto         | 準決賽 |
| 2013年 | 紐西蘭羽毛球大獎賽       | 大獎賽     | 男子雙打 | 约翰奈斯·伦迪·苏吉亚托 | 準決賽 |
| 2013年 | 印尼羽毛球黃金大獎賽     | 黃金大獎賽 | 男子雙打 | 里奇·卡兰达·苏华迪     | 準決賽 |
| 2013年 | 倫敦羽毛球黃金大獎賽     | 黃金大獎賽 | 男子雙打 | 里奇·卡兰达·苏华迪     | 亞軍   |
| 2013年 | 荷蘭羽毛球大獎賽         | 大獎賽     | 男子雙打 | 里奇·卡兰达·苏华迪     | 亞軍   |
| 2015年 | 印尼羽毛球國際挑戰賽     | 國際挑戰賽 | 男子雙打 | 利安·阿刚·萨普特拉     | 冠軍   |
| 2015年 | 澳門羽毛球黃金大獎賽     | 黃金大獎賽 | 男子雙打 | 利安·阿刚·萨普特拉     | 亞軍   |
| 2015年 | 印尼羽毛球大師賽         | 黃金大獎賽 | 男子雙打 | 利安·阿刚·萨普特拉     | 冠軍   |
| 2016年 | 亞洲羽毛球團體錦標賽     | 其他       | 男子團體 | －                     | 冠軍   |
| 2016年 | 澳洲羽毛球超級賽         | 超級賽     | 男子雙打 | 利安·阿刚·萨普特拉     | 準決賽 |
| 2016年 | 泰國羽毛球黃金大獎賽     | 黃金大獎賽 | 男子雙打 | 利安·阿刚·萨普特拉     | 冠軍   |
| 2017年 | 馬來西亞羽毛球大師賽     | 黃金大獎賽 | 男子雙打 | 哈迪安托               | 冠軍   |
| 2017年 | 印度羽毛球黃金大獎賽     | 黃金大獎賽 | 男子雙打 | 哈迪安托               | 準決賽 |
| 2017年 | 泰國羽毛球大師賽         | 黃金大獎賽 | 男子雙打 | 哈迪安托               | 準決賽 |
| 2017年 | 新加坡羽毛球超級賽       | 超級賽     | 男子雙打 | 哈迪安托               | 準決賽 |
| 2017年 | 中國羽毛球大師賽         | 黃金大獎賽 | 男子雙打 | 哈迪安托               | 準決賽 |
| 2017年 | 泰國羽毛球黃金大獎賽     | 黃金大獎賽 | 男子雙打 | 哈迪安托               | 冠軍   |
| 2017年 | 東南亞運動會羽毛球比賽   | 其他       | 男子團體 | －                     | 金牌   |
| 2017年 | 荷蘭羽毛球大獎賽         | 大獎賽     | 男子雙打 | 哈迪安托               | 準決賽 |
| 2018年 | 泰國羽毛球大師賽         | 超級300賽  | 男子雙打 | 哈迪安托               | 準決賽 |
| 2018年 | 紐西蘭羽毛球公開賽       | 超級300賽  | 男子雙打 | 哈迪安托               | 亞軍   |
| 2018年 | 澳洲羽毛球公開賽         | 超級300賽  | 男子雙打 | 哈迪安托               | 冠軍   |
| 2019年 | 印尼瑪琅市長羽毛球大師賽 | 超級100賽  | 男子雙打 | 哈迪安托               | 準決賽 |
| 2022年 | 印尼羽毛球國際挑戰賽     | 國際挑戰賽 | 男子雙打 | 利安·阿刚·萨普特拉     | 亞軍   |
| 2023年 | 印尼羽毛球國際挑戰賽     | 國際挑戰賽 | 男子雙打 | 利安·阿刚·萨普特拉     | 冠軍   |

| 2007-2017年 | 首要超級賽 | 超級賽 | 黃金大獎賽 | 大獎賽 | 國際挑戰賽 | 國際系列賽 | 未來系列賽 | 其他 |

| 2018-2026年 | 總決賽 | 超級1000賽 | 超級750賽 | 超級500賽 | 超級300賽 | 超級100賽 | 國際挑戰賽 | 國際系列賽 | 未來系列賽 | 其他 |

### 奧運會和世錦賽參賽紀錄
|          | 搭檔               | 2014 | 2015 | 2016 | 2017 | 2018 | 2019 |
| -------- | ------------------ | ---- | ---- | ---- | ---- | ---- | ---- |
| 男子雙打 | 里奇·卡兰达·苏华迪 | 32強 | －   | －   | －   | －   | －   |
| 男子雙打 | 哈迪安托           | －   | －   | －   | －   | 16強 | 32強 |

## 主要对賽记录
贝里·安格里亚万與主要對手的對賽成績如下，截至2019年1月31日：
男雙 - 利安·阿刚·萨普特拉
| 對手                                             | 對賽次數 | 對賽結果 | 對賽結果 | 總計 |
| 對手                                             | 對賽次數 | 勝       | 負       | 總計 |
| ------------------------------------------------ | -------- | -------- | -------- | ---- |
| 安加·普拉塔玛 里奇·卡兰达·苏华迪                 | 2        | 0        | 2        | -2   |
| 凯文·桑加亚·苏卡穆约 马库斯·费尔纳尔迪·吉德翁    | 1        | 1        | 0        | +1   |
| 瓦赫尤·那亚卡·阿亚·邦卡亚尼拉 阿迪·尤苏夫·桑托索 | 1        | 1        | 0        | +1   |
| 马尔基斯·基多 亨德拉·阿普利达·古纳万             | 1        | 1        | 0        | +1   |

| 對手              | 對賽次數 | 對賽結果 | 對賽結果 | 總計 |
| 對手              | 對賽次數 | 勝       | 負       | 總計 |
| ----------------- | -------- | -------- | -------- | ---- |
| 金沙朗 金基正     | 3        | 1        | 2        | -1   |
| 陳文宏 古健傑     | 2        | 1        | 1        | 0    |
| 柴飚 洪炜         | 2        | 1        | 1        | 0    |
| 金德永 鄭義錫     | 1        | 1        | 0        | +1   |
| 王耀新 张御宇     | 1        | 1        | 0        | +1   |
| 陳蔚強 吳蔚昇     | 1        | 1        | 0        | +1   |
| 王齊麟 陳宏麟     | 1        | 1        | 0        | +1   |
| 金子祐樹 井上拓斗 | 1        | 1        | 0        | +1   |
| 高成炫 申白喆     | 1        | 0        | 1        | -1   |

男雙 - 哈迪安托
| 對手                                             | 對賽次數 | 對賽結果 | 對賽結果 | 總計 |
| 對手                                             | 對賽次數 | 勝       | 負       | 總計 |
| ------------------------------------------------ | -------- | -------- | -------- | ---- |
| 瓦赫尤·那亚卡·阿亚·邦卡亚尼拉 阿迪·尤苏夫·桑托索 | 4        | 2        | 2        | 0    |

| 對手                                 | 對賽次數 | 對賽結果 | 對賽結果 | 總計 |
| 對手                                 | 對賽次數 | 勝       | 負       | 總計 |
| ------------------------------------ | -------- | -------- | -------- | ---- |
| 韩呈恺 周昊東                        | 3        | 2        | 1        | +1   |
| 井上拓斗 金子祐樹                    | 3        | 0        | 3        | -3   |
| 渡邊勇大 遠藤大由                    | 3        | 1        | 2        | -1   |
| 楊博涵 盧敬堯                        | 3        | 1        | 2        | -1   |
| 蘇敬恒 廖敏竣                        | 3        | 1        | 2        | -1   |
| 因革叻·阿披素 塔努帕·威里扬恭        | 2        | 2        | 0        | +2   |
| 王齊麟 陳宏麟                        | 2        | 0        | 2        | -2   |
| 马奴·阿特里 苏密特·雷迪              | 1        | 1        | 0        | +1   |
| 羅漢·卡普爾 Arun GEORGE              | 1        | 1        | 0        | +1   |
| 塔伦·科纳 阿尔文·弗朗西斯            | 1        | 1        | 0        | +1   |
| 沙拉巴·夏爾馬 维涅什·迪弗莱卡        | 1        | 1        | 0        | +1   |
| 努·伊祖丁·穆罕默德·侞薩尼 吳世飛     | 1        | 1        | 0        | +1   |
| 李晉熙 羅卓謙                        | 1        | 1        | 0        | +1   |
| 马蒂亚斯·克里斯蒂安森 大卫·道嘉德    | 1        | 1        | 0        | +1   |
| 小野寺雅之 岡村洋輝                  | 1        | 1        | 0        | +1   |
| 尼科·鲁波宁 理查德·艾德斯泰特        | 1        | 1        | 0        | +1   |
| 克里斯·兰格瑞奇 马库斯·埃利斯        | 1        | 1        | 0        | +1   |
| 格雷戈里·梅尔斯 马修·克莱尔          | 1        | 1        | 0        | +1   |
| 肖恩·文迪 本·莱恩                    | 1        | 1        | 0        | +1   |
| 彼得·卡斯巴尔 拉斐尔·贝克            | 1        | 1        | 0        | +1   |
| 弗雷德里克·瑟高 马蒂亚斯·贝尔-斯密特 | 1        | 1        | 0        | +1   |
| 金子真大 久保田友之祐                | 1        | 1        | 0        | +1   |
| 陈炳顺 陈堂杰                        | 1        | 1        | 0        | +1   |